# Nassau (Nueva York)
Nassau es un pueblo ubicado en el condado de Rensselaer en el estado estadounidense de Nueva York. En el año 2000 tenía una población de 4,818 habitantes y una densidad poblacional de 42 personas por km².

## Geografía
Nassau se encuentra ubicado en las coordenadas 42°32′48″N 73°32′33″O / 42.54667, -73.54250.

## Demografía
Según la Oficina del Censo en 2000 los ingresos medios por hogar en la localidad eran de $41,304, y los ingresos medios por familia eran $46,442. Los hombres tenían unos ingresos medios de $35,899 frente a los $24,211 para las mujeres. La renta per cápita para la localidad era de $20,614. Alrededor del 6.7% de la población estaban por debajo del umbral de pobreza.

## Personajes Ilustres
- Kalomira, cantante greco-estadounidense, representante de Grecia en Eurovisión 2008